# Ланча ипсилон
Ланча ипсилон (итал. Lancia Ypsilon) је аутомобил који производи италијанска фабрика аутомобила Ланча од 1995. године, тренутно у трећој генерацији. Ипсилон је треунтно једини Ланчини аутомобил који се производи и који је намењен продаји. Наследник је модела Autobianchi Y10/Ланча Y10.

## Историјат
Прву генерацију је дизајнирао Енрико Фумија, који је започео са радом још 1992. године, а стварање малог Ланчиног аутомобила завршено је тек након три године. Прва генерација се звала једноставно Lancia Y и била је заснована на Фијат пунту прве генерације. Споља аутомобил се одликује закривљеним линијама са свих страна, дужине 3,72 метра, што је за 33 цм дужа него претходни модел Y10. Главна карактеристика прве генерације јесте пет места за седење, мекана пластична контролна табла и модни детаљ који укључује сто нијанси боја каросерије. Занимљиво је и то да је инструмент табала смештена на врху централне конзоле. 2000. године је урађен редизајн, а исте године је добио само две звездице од могућих пет за безбедност на европским тестовима судара.
Друга генерација се нашла на тржишту 2003. године, али овај пут под називом Ypsilon. Најављен је да задовољи потребе млађе популације, а током времена био је најпопуларнији код жена. Био је најпродаванији аутомобил у Ланчиној линији са годишњом производњом од 60.000 јединица. Дизајнирао га је Мајк Робинсон, а производио се као и прва генерација у граду Мелфи у Италији, а од 2005. године производња је премештена у Палермо. Као и прва генерација производио се само са троја врата, али је био нешто већи, дужине 3,78 м. Од 2006. године, када је урађен редизајн, дужина је повећана на 3,81 метра. Тада добија неке нове моторе, нову предњу маску и нови детаљи у унутрашњости.
Трећа генерација је представљена на салону аутомобила у Женеви 2011. године. Дизајнирао га је Алберто Дилило. Овај пут ипсилон се каросеријски производи са петора врата, с тим што су ручице задњих врата сакривене у ц-стуб (као код Алфе 147 и 156). Заснован је на Fiat Mini платформи као Фијат 500 и панда. Производња је премештена у Пољску у град Тихи. Дужина износи 3,84 м, али је нешто нижи у односу на претходника. Дизајнерски ипсилон III дели многе линије са моделом делта. Ентеријер је сличан претходним двема генерацијама, а инструмент табла и даље се налази на средини централне конзоле. Једна од доплатних опција је и двобојна каросерија. 2015. године урађен је редизајн. На Euro NCAP тестовима судара 2015. године, поново је добио само две звездице за безбедност.
Трећа генерација се у Уједињеном Краљевству, Ирској и Јапану продавала као Крајслер ипсилон.

## Галерија
- Прва генерација – Lancia Y
- Друга генерација
- Трећа генерација
- Трећа генерација – Крајслер ипсилон